# 1700-tal (tidskrift)
1700-tal, även Sjuttonhundratal, är en årsskrift utgiven av Sällskapet för 1700-talsstudier i Sverige, i samarbete med Finska sällskapet för 1700-talsstudier och Norsk selskap for 1700-tallsstudier. Den har utkommit sedan 2004 och avser att vara ett forum för forskning om 1700-talet inom humaniora och samhällsvetenskap.